# Jochen Briegleb
Jochen Briegleb (* 7. Juni 1937 in Harburg-Wilhelmsburg; † 4. Oktober 2008) war ein deutscher Klassischer Archäologe, Bibliothekar und langjähriger Bibliotheks- bzw. Wissenschaftsreferent bei der Deutschen Forschungsgemeinschaft (DFG).

## Leben und Wirken
Jochen Briegleb studierte nach seiner Reifeprüfung 1957 am Max-Planck-Gymnasium Göttingen Klassische Archäologie, Klassische Philologie sowie Theater- und Filmwissenschaft an den Universitäten Göttingen, Tübingen und Rom (1960/61) und promovierte 1964 bei Bernhard Schweitzer und Ulrich Hausmann an der Eberhard Karls Universität Tübingen. Von 1964 bis 1970 war er als wissenschaftlicher Assistent an der Universität Tübingen bei dem Klassischen Archäologen Ulrich Hausmann. Als Bibliotheksreferendar an der Universitätsbibliothek Tübingen trat er 1970 in die Ausbildung für den höheren Bibliotheksdienst ein und legte am Bibliothekar-Lehrinstitut des Landes Nordrhein-Westfalen 1972 die Fachprüfung hierfür ab. Von 1972 bis zum Eintritt in den Ruhestand 2001 war Briegleb dann als wissenschaftlicher Referent bei der Deutschen Forschungsgemeinschaft (DFG) in Bonn-Bad Godesberg tätig, zunächst in der Bibliotheksabteilung, seit 1981 in der Fachabteilung Altertumswissenschaft. In dieser Funktion hatte er mit zahlreichen wissenschaftlichen Vereinigungen und Fachwissenschaftlern vor allem aus dem Bereich der Altertumswissenschaften Kontakt, deren Anträge für Forschungsprojekte und Veröffentlichungen er bearbeitete.

## Veröffentlichungen
- Die vorrömischen Steinbrücken des Altertums (= Technikgeschichte in Einzeldarstellungen, Bd. 14). VDI-Verlag, Düsseldorf 1971 (Dissertation Universität Tübingen).
- Zur gegenwärtigen Situation der Ausbildung für den höheren Dienst an wissenschaftlichen Bibliotheken. Bibliothekar-Lehrinstitut des Landes Nordrhein-Westfalen, Köln 1972.
- Library management research in the Federal Republic of Germany. In: Inspel. International journal of special libraries, Bd. 11 (1976), S. 45–55.
- Der Stand der Bibliotheksautomatisierung in Deutschland. Bestandsaufnahme und Tendenzen. In: Die Zukunft automatisierter Bibliotheksnetze in der Bundesrepublik Deutschland. Möglichkeiten und Grenzen aus technischer und bibliothekarischer Sicht. Verlag Dokumentation, München 1977, S. 20–35, ISBN 3-7940-7021-6.
- Zur Funktion und Zusammenarbeit Regionaler Bibliothekszentren im Verbund. In: Hermann Havekost (Hrsg.): Bibliotheken im Verbund, Arbeitsplätze und neue Techniken (= Zeitschrift für Bibliothekswesen und Bibliographie, Sonderhefte, Bd. 32). Klostermann, Frankfurt/M. 1981, S. 23–37.
- "Zwei britische Gelehrte, die unter den Altertümern in Athen ihre Ernte hielten". Stuart und Revett in Hölderlins "Hyperion". In: Bettina von Freytag gen. Löringhoff (Hrsg.): Praestant interna. Festschrift für Ulrich Hausmann. Wasmuth, Tübingen 1982, S. 418–425, ISBN 3-8030-1802-1.
- Brücken im Straßenverkehr der antiken Welt. In: Eckart Olshausen/Holger Sonnabend (Hrsg.): Zu Wasser und zu Land – Verkehrswege in der antiken Welt (= Geographica historica, Bd. 17). Steiner, Stuttgart 2002, S. 105–108, ISBN 3-515-08053-8.
- "Welche Summe von Liebenswürdigkeit und Freigebigkeit ..." Ein Brief von Rudolf Virchow an Heinrich Schliemann. In: Studia Troica, Bd. 13 (2003), S. 293–208.